# Rosinha de Valença
Maria Rosa Canelas, conosciuta come Rosinha de Valença (Valença, 6 luglio 1941 – Valença, 10 giugno 2004), è stata una chitarrista e cantautrice brasiliana.

## Biografia

### Gli inizi
Nipote del musicista Fio da Mulata, da giovanissima apprese dallo zio i rudimenti della chitarra e proseguì da autodidatta nello studio dello strumento; già dodicenne era parte di un gruppo musicale e partecipava a spettacoli radiofonici accompagnando i cantanti. Abbandonati gli studi per dedicarsi a tempo pieno alla musica, agli inizi degli anni sessanta lasciò il luogo di origine per trasferirsi nella vicina Rio de Janeiro dove conobbe Sérgio Porto che le suggerì il nome d’arte e che la introdusse ad Aloysio de Oliveira e al chitarrista Baden Powell, con il quale Rosinha condivideva lo stesso retroterra musicale, choro e jazz, e insieme a cui si impegnò per ridefinire le nuove coordinate dello stile dello strumento.

### La carriera artistica
Rosinha de Valença venne reclutata dalla casa discografica Elenco di de Oliveira, per la quale esordì in sala di incisione registrando il disco Apresentando Rosinha de Valença, che conteneva fra gli altri brani Consolação, composta da Baden Powell e Vinícius de Moraes. In quel periodo si trovò ad accompagnare con la chitarra artisti fra i quali Eliana Pittman, Nara Leão e il Quarteto em Cy, venendo a contatto con l’ambiente carioca anche grazie ai mesi nei quali si esibì con successo al Bottle’s, uno dei vari locali del Beco das Garrafas attorno ai quali ruotava la scena musicale di Rio. La popolarità acquisita fu il biglietto da visita che la introdusse negli spettacoli radiofonici e televisivi. Il teatro Paramount di San Paolo la accolse nello spettacolo O fino da bossa organizzato presso il Centro Accademico XI Agosto, manifestazione nutrita di altre star della bossa nova: Nara Leão, Wanda Sá, Sérgio Mendes, Jorge Ben, Marcos Valle, Os Cariocas, sul palco assieme a musicisti locali come Walter Wanderley, Paulinho Nogueira, Claudette Soares, Alaíde Costa e lo Zimbo Trio.
Il 1965 fu per la chitarrista l’anno del grande salto al di fuori dei confini nazionali. Era stata arruolata da Sérgio Mendes in un gruppo composto anche da Jorge Ben, Wanda Sá, Tião Neto e Chico Batera, e con questa formazione chiamata Brasil 65 andò in tournée negli Stati Uniti, in Messico e in Canada. Successivamente, con un altro gruppo musicale, fu sui palcoscenici di tutta Europa e si esibì anche in Giappone. Nel 1967 fu in teatro assieme a Maria Bethânia nello spettacolo Comigo me desavim, e l’anno seguente andò in tour in Portogallo, Svizzera, Italia, Israele, Russia, e in Africa. Strumentista affermata e richiesta, collaborò assieme a musicisti di grande notorietà fra i quali Stan Getz, Sarah Vaughan e Henry Mancini. Tornata in patria nel 1971, si dedicò di nuovo alle registrazioni partecipando a quattro dischi di Martinho da Vila. Tre anni più tardi si unì in formazioni musicali assieme a João Donato, al flautista Copinha e alle cantanti Ivone Lara e Miúcha. In seguito si esibì in concerto insieme a un’orchestra sinfonica francese.

### La fine
Nel 1992, mentre stava trascorrendo una vacanza nel suo Paese natale ed era in procinto di ritornare in Francia dove viveva dal 1988, fu colta da due arresti cardiaci con un danno cerebrale permanente che, dopo un coma di quattro mesi, la ridusse a uno stato vegetativo. Fu assistita dalle due sorelle per il resto della sua vita, dapprima da Mariló e poi da Maria das Graças. Le difficoltà finanziarie per le cure mediche furono in parte alleviate da aiuti economici da parte di qualche suo collega e da eventi di beneficenza. Uno di questi, "Uma noite para Rosinha", si tenne a Rio nel 2000, e vi parteciparono molti artisti: fra i tanti Beth Carvalho, Claudette Soares, Dona Ivone Lara, Joanna, Joyce, Leci Brandão, Miúcha, Paulinho da Viola, il Quarteto em Cy, Zezé Motta, Carlos Malta. Nel 2004, dopo dodici anni di permanenza in stato vegetativo, Rosinha de Valença si spense all’età di 62 anni per insufficienza respiratoria. Quello stesso anno, in omaggio alla sfortunata musicista, Maria Bethânia e Miúcha coprodussero il CD Namorando a Rosa che ha visto la partecipazione di Martinho da Vila, Célia Vaz, Dona Ivone Lara, Caetano Veloso, Chico Buarque, Joanna, Bebel Gilberto, Hermeto Pascoal, Turíbio Santos e Yamandu Costa. Fra le tracce del disco, melodie composte dalla de Valença: Os grilos é astros, Usina de prata, Madrinha lua, Pro amor de Amsterdã, Meus zelos, A pescaria.

## Discografia

### Album
- 1963 – Apresentando Rosinha de Valença • Elenco • LP
- 1965 – Brasil' 65-Wanda de Sah featuring The Sergio Mendes Trio • Capitol • LP
- 1965 – In person at El Matador. Sergio Mendes & Brasil' 65 • Atlantic/Fermata
- 1966 – Rosinha de Valença ao vivo • Forma • LP
- 1970 – Rosinha de Valença apresenta Ipanema beat • RCA Victor • LP
- 1971 – Um violão em primeiro plano • RCA Victor • LP
- 1973 – Rosinha de Valença • Som Livre • LP
- 1975 – Rosinha de Valença e banda ao vivo • Odeon • LP
- 1976 – Cheiro de mato • EMI-Odeon • LP
- 1977 – Sivuca e Rosinha de Valença ao vivo • RCA Pure Gold • LP
- 1980 – Violões em dois estilos. Rosinha de Valença e Waltel Blanco • Som Livre • LP

### Postumo
- 2004 – Namorando a Rosa • Quitanda/Biscoito Fino • CD[9]